# Pechipogo
Pechipogo từng là một chi bướm đêm thuộc họ Erebidae, đa số học giả coi nó là đồng nghĩa của Polypogon, mặc dù một số khác vẫn xem nó là một chi riêng biệt.